# غريمالدي
غريمالدي هي (بالإيطالية: Grimaldi)‏ كومونا في مقاطعة كزنسة بمنطقة قلورية، جنوب إيطاليا.